# New age

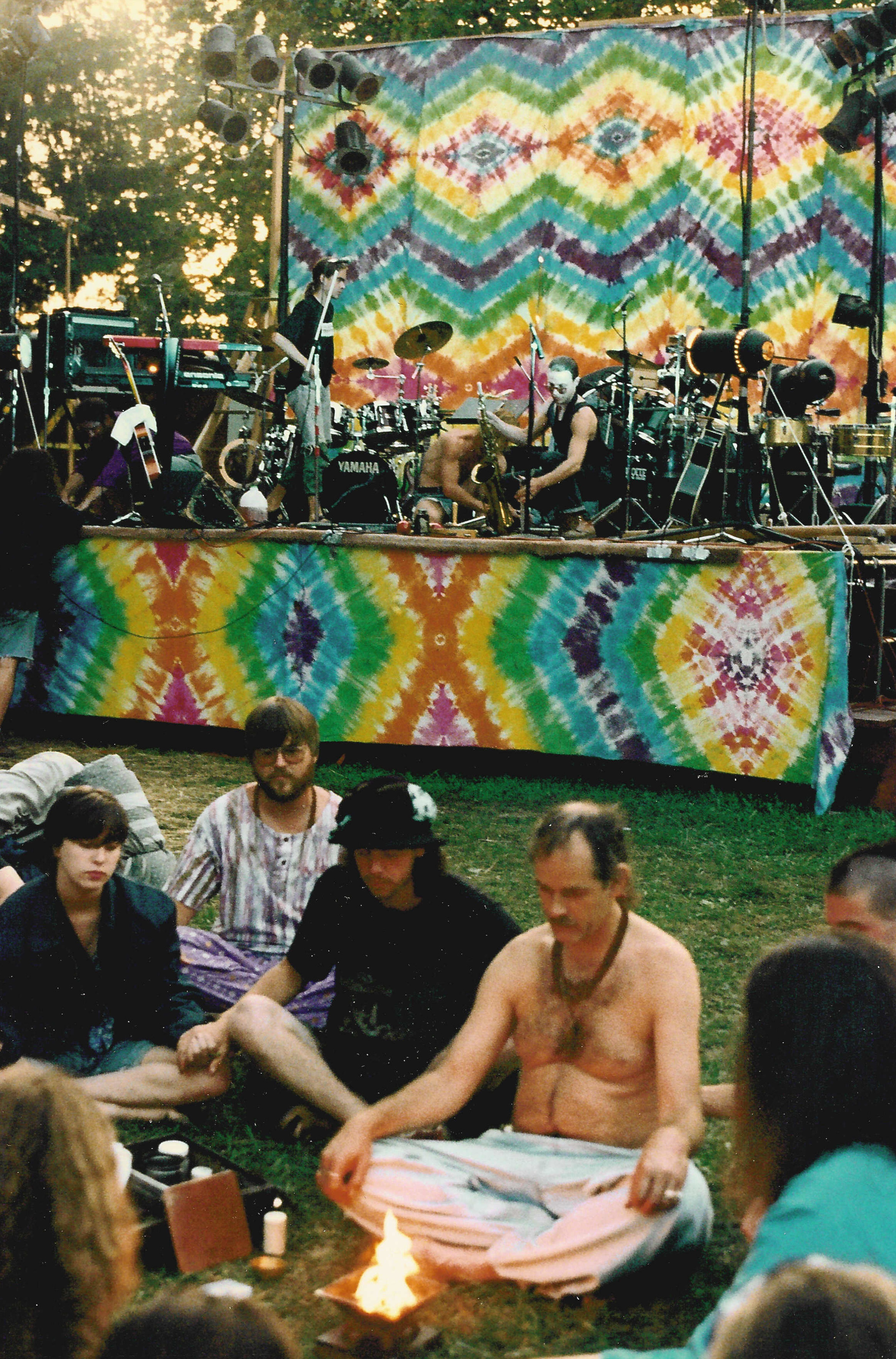
Grupo de meditação New Age no festival Snoqualmie Moondance, em Snoqualmie Pass, Estados Unidos, 1992

New Age ("Nova Era", em inglês), às vezes descrito como movimento New Age ou movimento Nova Era, é um movimento que se espalhou pelas comunidades religiosas ocultistas e metafísicas nas décadas de 1970 e de 1980. Essas comunidades aguardavam ansiosamente uma “nova era” de amor e luz que oferecia uma antecipação da era vindoura através de transformação e cura interior. Os defensores mais ferrenhos do movimento foram seguidores do esoterismo moderno, através de uma perspectiva religiosa baseada na aquisição de conhecimento místico (gnose) e popular no ocidente desde o século II. Esse novo gnosticismo, firmado nos ideais do gnosticismo antigo, foi sucedido por vários movimentos esotéricos ao longo dos séculos, incluindo o rosacrucianismo no século XVII e a maçonaria, a teosofia e a magia cerimonial nos séculos XIX e XX. O termo "new age" foi usado pela primeira vez por William Blake no prefácio de seu poema Milton, em 1804.
A Nova Era é, igualmente, uma gama de práticas e crenças espirituais ou religiosas que cresceram rapidamente no mundo ocidental durante a década de 1970. Definições acadêmicas precisas da Nova Era diferem em sua ênfase, em grande parte como resultado de sua estrutura altamente eclética. Embora analiticamente muitas vezes considerados religiosos, os envolvidos normalmente preferem a designação de espiritual ou Mente, Corpo, Espírito e raramente usam o termo Nova Era. Muitos estudiosos do assunto se referem a ele como o movimento da Nova Era, embora outros contestem este termo e sugiram que é melhor visto em termos como "ambiente social" (milieu) ou "zeitgeist" (em alemão).

## Definição
"Uma das poucas coisas com as quais todos os estudiosos concordam sobre a Nova Era é que é difícil defini-la. Frequentemente, a definição dada, na verdade, reflete os antecedentes do estudioso que fornece a definição. Assim, o crente da Nova Era a entende como um período revolucionário da história ditado pelas estrelas; o apologista cristão muitas vezes define a Nova Era como um culto; o historiador das ideias entende isso como uma manifestação da tradição perene; o filósofo vê a Nova Era como uma visão de mundo monística ou holística; o sociólogo descreve a Nova Era como um novo movimento religioso; enquanto o psicólogo a descreve como uma forma de narcisismo."

— Daren Kemp, estudioso de religião, 2004
O fenômeno Nova Era tem se mostrado difícil de conceituar, e padece de muitas discordâncias acadêmicas quanto ao escopo do movimento. Os estudiosos Steven J. Sutcliffe e Ingvild Sælid Gilhus chegaram a sugerir que permanece "entre as categorias mais disputadas dos estudos da religião".
O estudioso da religião Paul Heelas caracterizou o movimento Nova Era como "uma mistura eclética de crenças, práticas e modos de vida" que podem ser identificados como um fenômeno singular através do uso de "a mesma (ou muito semelhante) lingua franca a ver com a condição humana (e planetária) e como ela pode ser transformada ". Da mesma forma, o historiador da religião Olav Hammer chamou de "um denominador comum para uma variedade de práticas e crenças populares contemporâneas bastante divergentes" que surgiram desde o final da década de 1970 e são "amplamente unidas por laços históricos, um discurso compartilhado e um air de famille  ". Segundo Hammer, o fenômeno do movimento Nova Era era um "meio fluídico e confuso de um miileu sectário". O sociólogo da religião, Michael York, descreveu o movimento Nova Era como "um termo abrangente que inclui uma grande variedade de grupos e identidades" que são unidos por sua "expectativa de que uma mudança principal e universal se baseie principalmente no desenvolvimento individual e coletivo do potencial humano". 
O estudioso da religião Wouter Hanegraaff adotou uma abordagem diferente, afirmando que "Nova Era" era "um rótulo indiscriminadamente ligado a tudo o que parece se encaixar" e que, como resultado, "significa coisas muito diferentes para pessoas diferentes". Assim, argumentou contra a ideia de que a Nova Era poderia ser considerada "uma ideologia unificada ou Weltanschauung ", embora ele acreditasse que poderia ser considerado um "movimento" mais ou menos unificado". Outros estudiosos sugeriram que a Nova Era é muito diversa para ser um movimento singular. O estudioso da religião George D. Chryssides chamou de "um Zeitgeist contracultural", enquanto o sociólogo da religião Steven Bruce sugeriu que a Nova Era era seria um millieu; Heelas e a estudiosa da religião Linda Woodhead o chamaram de "milieu holístico".
Não há autoridade central dentro do fenômeno da Nova Era que possa determinar o que conta como Nova Era e o que não conta. Muitos desses grupos e indivíduos que poderiam ser categorizados analiticamente como parte da Nova Era rejeitam o termo Nova Era em referência a si mesmos. Alguns até expressam hostilidade ativa ao termo. Em vez de se denominarem New Ages, os envolvidos neste meio geralmente se descrevem como "buscadores" espirituais, e alguns se identificam como membros de um grupo religioso diferente, como o cristianismo, o judaísmo ou o budismo. Em 2003, Sutcliffe observou que o uso do termo New Age foi "opcional, episódica e decrescente em geral", acrescentando que entre os poucos indivíduos que o usavam, geralmente o faziam com qualificação, por exemplo, colocando-o entre aspas. Outros acadêmicos, como Sara MacKian, argumentaram que a grande diversidade da Nova Era torna o termo muito problemático para os estudiosos usarem. MacKian propôs "espiritualidade cotidiana" como um termo alternativo.
Embora reconhecendo que Nova Era era um termo problemático, o estudioso de religião James R. Lewis afirmou que permaneceu uma categoria ética útil para os estudiosos usarem porque "não existe nenhum termo comparável que cubra todos os aspectos do movimento". Da mesma forma, Chryssides argumentou que o fato de que "New Age" é um "conceito teórico" não "mina sua utilidade ou empregabilidade"; ele fez comparações com o "hinduísmo", um "vocabulário ético ocidental" semelhante que os estudiosos da religião usavam apesar de seus problemas.

### Religião, espiritualidade e esoterismo
Ao discutir o movimento Nova Era, os acadêmicos também se referem a ele como "espiritualidade new age" e "religião new age". Os adeptos do movimento raramente o consideram uma "religião" — associando negativamente esse termo apenas às religiões organizadas — e, em vez disso, descrevem-se como uma forma de "espiritualidade". Os estudiosos da religião, no entanto, insistem em descrever o movimento Nova Era como uma "religião". York descreveu o movimento Nova Era como um novo movimento religioso. Inversamente, Heelas e Sutcliffe rejeitaram essa categorização; Heelas acreditava que, embora os elementos da Nova Era representassem novos movimentos, isso não se aplicava a todos os grupos da Nova Era. Da mesma forma, Chryssides afirmou que o movimento Nova Era não poderia ser abordado e resumido a meramente "uma religião".
A Nova Era também é uma forma de esoterismo ocidental. Hanegraaff considerava a Nova Era como uma forma de "crítica da cultura popular", na medida em que representava uma reação contra os valores ocidentais dominantes da religião e do racionalismo judaico-cristão, acrescentando que "a religião da Nova Era formula tal crítica não aleatoriamente, mas recorre" às ideias de grupos esotéricos ocidentais anteriores. A Nova Era também foi identificada por vários estudiosos da religião como parte do meio cultural. Este conceito, desenvolvido pelo sociólogo Colin Campbell, refere-se a uma rede social de ideias marginalizadas. Por meio de sua marginalização compartilhada dentro de uma determinada sociedade, essas ideias díspares interagem e criam novas sínteses. Hammer identificou grande parte da Nova Era como correspondente ao conceito de "religiões populares" na medida em que busca lidar com questões existenciais relativas a temas como morte e doença "de forma assistemática, muitas vezes por meio de um processo de bricolagem a partir de narrativas e rituais já disponíveis". York também divide heuristicamente a Nova Era em três grandes grupos. O primeiro, o campo social, representa grupos que buscam principalmente trazer mudanças sociais, enquanto o segundo, o campo oculto, concentra-se no contato com entidades espirituais e na canalização. O terceiro grupo de York, o acampamento espiritual, representa um meio-termo entre esses dois campos que se concentra principalmente no desenvolvimento individual.

### Terminologia
A expressão nova era, juntamente com termos relacionados como novo tempo e novo mundo, são anteriores ao surgimento do movimento Nova Era e têm sido amplamente utilizados para afirmar que uma maneira melhor de viver para a humanidade está surgindo. Ocorre geralmente, por exemplo, em contextos políticos; o Grande Selo dos Estados Unidos, projetado em 1782, proclama uma novus ordo seclorum ("nova Ordem dos séculos" ou "nova Ordem das eras", em latim), enquanto na década de 1980, Mikhail Gorbachev proclamava que "toda a humanidade está entrando em uma nova era".
Entre as décadas de 1930 e 1960, um pequeno número de grupos e indivíduos se preocuparam com o conceito de uma "nova era" que se aproximava e usou muito o termo. "Nova Era" e "new age" tornaram-se, assim, recorrentes no meio esotérico da espiritualidade.
O termo também apareceu nas escolas esotéricas ocidentais de pensamento, tendo um uso disperso a partir de meados do século XIX. Em 1864, o americano e seguido de Swedenborg, Warren Felt Evans publicou The New Age and its Message, enquanto em 1907 Alfred Orage e Holbrook Jackson começaram a editar um jornal semanal de liberalismo cristão e socialismo intitulado The New Age. O conceito de uma "nova era" vindoura que seria inaugurada pelo retorno à Terra de Jesus Cristo foi um tema na poesia de Wellesley Tudor Pole (1884–1968) e de Johanna Brandt (1876–1964), e depois também apareceu na obra da teosofista americana nascida no Reino Unido Alice Bailey (1880-1949), com destaque em títulos como Discipleship in the New Idade (1944) e Educação na Nova Era (1954). Carl Jung frequentemente escreveu sobre o “novo aeon/aion”, denotando a mudança do “mês platônico” de Peixes para o de Aquário. Entre as décadas de 1930 e 1960, um pequeno número de grupos e indivíduos ficou preocupado com o conceito de uma "Nova Era" vindoura e usou o termo de forma proeminente de acordo. O termo tornou-se assim um motivo recorrente no meio da espiritualidade esotérica. Sutcliffe, portanto, expressou a opinião de que, embora o termo Nova Era tenha sido originalmente um "emblema apocalíptico", só mais tarde se tornaria "uma etiqueta ou palavra-chave para um idioma 'espiritual'".

### O esoterismo
Como uma forma de esoterismo ocidental, a Nova Era baseou-se fortemente em várias tradições esotéricas mais antigas, em particular, aquelas que emergiram da corrente ocultista que se desenvolveu nos séculos XVIII e XIX. Tais influências ocultistas proeminentes incluem o trabalho de Emanuel Swedenborg e Franz Mesmer, bem como as ideias do Espiritismo, do movimento Novo Pensamento e Teosofia. Uma série de influências de meados do século XX, como as religiões ufológicas da década de 1950, a contracultura da década de 1960 e o Movimento do Potencial Humano, também exerceu uma forte influência no desenvolvimento inicial da Nova Era. As origens exatas do fenômeno permanecem contestadas, mas há um consenso geral de que ele se tornou um grande movimento na década de 1970, época em que se concentrava principalmente no Reino Unido. Ele se expandiu e cresceu em grande parte nas décadas de 1980 e 1990, em particular nos Estados Unidos. No início do século XXI, o termo Nova Era foi cada vez mais rejeitado dentro deste meio, com alguns estudiosos argumentando que o fenômeno da Nova Era teria terminado.
Apesar de sua natureza altamente eclética, várias crenças comumente encontradas na Nova Era foram identificadas. Teologicamente, a Nova Era normalmente adota uma crença em uma forma holística de divindade que impregna todo o universo, incluindo os próprios seres humanos. Há, portanto, uma forte ênfase na autoridade espiritual do eu. Isso é acompanhado por uma crença comum em uma ampla variedade de entidades não humanas semidivinas, como anjos e mestres, com quem os humanos podem se comunicar, particularmente através da forma de canalização. Normalmente vendo a história humana como sendo dividida em uma série de eras distintas, uma crença comum da Nova Era é que, enquanto a humanidade viveu em uma era de grande avanço tecnológico e sabedoria espiritual, ela entrou em um período de degeneração espiritual, que será remediada através de o estabelecimento de uma próxima Era de Aquário, da qual o meio recebe seu nome. Há também um forte foco na cura, particularmente usando formas de medicina alternativa, e uma ênfase na noção de que espiritualidade e ciência podem ser unificadas.
Centrados principalmente nos países ocidentais, os envolvidos na Nova Era são predominantemente de origens de classe média e média alta. O grau de envolvimento dos membros da Nova Era no meio variou consideravelmente, desde aqueles que adotaram uma série de ideias e práticas da Nova Era até aqueles que abraçaram totalmente e dedicaram suas vidas a ela. A Nova Era gerou críticas de organizações cristãs estabelecidas, bem como de comunidades pagãs e indígenas modernas. A partir da década de 1990, a Nova Era tornou-se objeto de pesquisa de estudiosos acadêmicos de estudos religiosos.

## Histórico

### Antecedentes
De acordo com o estudioso Nevill Drury, a Nova Era tem uma "história tangível", embora Hanegraaff tenha expressado a opinião de que a maioria dos nova era "surpreendentemente ignorante sobre as raízes históricas reais de suas crenças". Da mesma forma, Hammer pensou que a "amnésia de origem" era um "bloco de construção de uma visão de mundo da Nova Era", com os Nova Era normalmente adotando ideias sem consciência de onde essas ideias se originaram.
Como uma forma de esoterismo ocidental, a Nova Era tem antecedentes que remontam ao sul da Europa na Antiguidade Tardia. Após a Era do Iluminismo na Europa do século XVIII, novas ideias esotéricas se desenvolveram em resposta ao desenvolvimento da racionalidade científica. Os estudiosos chamam essa nova tendência esotérica de ocultismo e esse ocultismo foi um fator-chave no desenvolvimento da visão de mundo da qual surgiu a Nova Era.
Uma das primeiras influências da Nova Era foi o místico cristão sueco do século XVIII Emanuel Swedenborg, que professava a capacidade de se comunicar com anjos, demônios e espíritos. A tentativa de Swedenborg de unir ciência e religião e sua previsão de uma era vindoura em particular foram citadas como formas de prefigurar a Nova Era. Outra influência inicial foi o médico e hipnotizador alemão do final do século XVIII e início do século XIX, Franz Mesmer, que afirmou a existência de uma força conhecida como "magnetismo animal" que percorria o corpo humano. O estabelecimento do Espiritismo, uma religião ocultista influenciada tanto pelo Swedenborgianismo quanto pelo Mesmerismo, nos EUA durante a década de 1840, também foi identificada como precursora da Nova Era, em particular por sua rejeição ao cristianismo estabelecido, suas alegações de representar uma abordagem científica da religião e sua ênfase na canalização de entidades espirituais.
Outra grande influência sobre a Nova Era foi a Sociedade Teosófica, um grupo ocultista co-fundado pela russa Helena Blavatsky no final do século XIX. Em seus livros Isis Revelada (1877) e A doutrina secreta (1888), Blavatsky afirmou que sua Sociedade estava transmitindo a essência de todas as religiões do mundo e, portanto, enfatizava o foco na religião comparada. Servindo como uma ponte parcial entre as ideias teosóficas e as da Nova Era estava o esoterista americano Edgar Cayce, que fundou a Associação para Pesquisa e Iluminação. Outra ponte parcial foi a mística dinamarquesa Martinus que é popular na Escandinávia.
Outra influência foi o Novo Pensamento, que se desenvolveu no final do século XIX na Nova Inglaterra como um movimento de cura de orientação cristã antes de se espalhar pelos Estados Unidos. Outra influência proeminente foi o psicólogo Carl Jung. Drury também identificou como uma importante influência sobre a Nova Era o indiano Swami Vivekananda, um adepto da filosofia do Vedanta que trouxe o hinduísmo para o Ocidente no final do século XIX.
Hanegraaff acreditava que os antecedentes diretos da Nova Era poderiam ser encontrados nas religiões de OVNIs da década de 1950, que ele denominou de "movimento proto-Nova Era". Muitos desses novos movimentos religiosos tinham fortes crenças apocalípticas em relação a uma nova era, que eles normalmente afirmavam que seria provocada pelo contato com extraterrestres. Exemplos de tais grupos incluem a Aetherius Society (Sociedade Eterial), fundada no Reino Unido em 1955, e os Heralds of the New Age (Arautos da Nova Era), estabelecidos na Nova Zelândia em 1956.
O movimento da Nova Era acabou produzindo um espaço para o encontro das "espiritualidades" da humanidade, através de sincretismo e outros processos similares, permitindo um diálogo entre religiões e crenças . Uma das primeiras pistas da necessidade de formação de uma cultura espiritual comum da humanidade foi esboçada na ideia de "Religião da Humanidade", um sistema religioso criado pelo positivista francês Augusto Comte em 1854, o qual já nutria uma considerável preocupação com a existência material de uma sociedade cientificista desamparada de uma doutrina metafísica.

Esquema da Unidade transcendente das religiões de Fritjof Schuon

Uma ideia notável que auxilia na compreensão do movimento da Nova Era e sua rápida expansão é a ideia da "Unidade transcendente das religiões" do pensador suíço Frithjof Schuon, o qual defende que haveria em cada uma das grandes revelações religiosas uma mesma unidade fundamental (aspecto esotérico), apresentada externamente de formas diversas (aspecto exotérico). Inspirado em Platão e no Advaïta Vedanta hindu (“não-dualismo”), como exposto por Adi Shankara em particular, Schuon também foi marcado pelo pensamento de Meister Eckhart e Grégoire Palamas para o cristianismo, e pelo de Ibn Arabi e Ahmad al-Alawi para o Islã Sufi, bem como pelas tradições espirituais dos índios norte-americanos.
Analista do patrimônio religioso e espiritual dos povos, Schuon expressa sua convicção em um princípio absoluto do qual emana o universo e considera que todas as revelações divinas, apesar de suas diferenças formais, têm uma dimensão esotérica (interna) comum, portanto essencial, primordial e universal, que é lembrou o título de sua primeira obra em francês, Sobre a unidade transcendente das religiões. Apesar desse caráter universal, que diz respeito à doutrina, Schuon defende uma prática espiritual baseada em uma religião ortodoxa.

### Década de 1960
Do ponto de vista histórico, o fenômeno da Nova Era está mais associado à contracultura dos anos 1960. De acordo com o autor Andrew Grant Jackson, a adoção de George Harrison da filosofia hindu e instrumentação indiana em suas canções com os Beatles em meados da década de 1960, juntamente com o estudo altamente divulgado da banda sobre Meditação Transcendental, "verdadeiramente deu o pontapé inicial" o Movimento do Potencial Humano que posteriormente se tornou a Nova Era.
Embora não seja comum em toda a contracultura, o uso dos termos Nova Era e Era de Aquário — usados em referência a uma era vindoura — foram encontrados dentro dela, por exemplo aparecendo em anúncios para o festival de Woodstock de 1969, e na letra de "Aquarius", a música de abertura do musical de 1967 Hair: The American Tribal Love-Rock Musical. Esta década também testemunhou o surgimento de uma variedade de novos movimentos religiosos e religiões recém-estabelecidas nos Estados Unidos, criando um ambiente espiritual do qual a Nova Era se baseou; estes incluíam o San Francisco Zen Center, a Meditação Transcendental, a Soka Gakkai, o Movimento da Paz Interior, a Igreja de Todos os Mundos e a Igreja de Satanás.
Embora houvesse um interesse estabelecido em ideias religiosas asiáticas nos EUA pelo menos desde o século XVIII, muitos desses novos desenvolvimentos eram variantes do hinduísmo, budismo e sufismo, que haviam sido importados para o Ocidente da Ásia após a decisão do governo dos EUA de rescindir a Lei de Exclusão Asiática em 1965. Em 1962, o Instituto Esalen foi estabelecido em Big Sur, Califórnia. Esalen e centros de crescimento pessoal semelhantes desenvolveram ligações com a psicologia humanista e, a partir disso, o movimento do potencial humano surgiu, influenciou fortemente a Nova Era.
Na Grã-Bretanha, vários pequenos grupos religiosos que vieram a ser identificados como o movimento da "luz" começaram a declarar a existência de uma nova era, fortemente influenciada pelas ideias teosóficas de Helena Blavatsky e Raimond Bailey. O mais proeminente desses grupos foi a Findhorn Foundation, que fundou a Findhorn Ecovillage na área escocesa de Findhorn, Moray, em 1962. Embora seus fundadores fossem de uma geração mais velha, Findhorn atraiu um número crescente de baby boomers contraculturais. durante a década de 1960, na medida em que sua população cresceu seis vezes para c. 120 residentes em 1972. Em outubro de 1965, o fundador de Findhorn, Peter Caddy, um ex-membro da ocultista da Fraternidade Rosacruz da Ordem de Crotona, participou de uma reunião de várias figuras proeminentes dentro do meio esotérico da Grã-Bretanha; anunciado como "O Significado do Grupo na Nova Era", foi realizado em Attingham Park ao longo de um fim de semana.
Todos esses grupos criaram o pano de fundo do qual surgiu o movimento da Nova Era. Como apontam James R. Lewis e J. Gordon Melton, o fenômeno da Nova Era representa "uma síntese de muitos movimentos e correntes de pensamento preexistentes". No entanto, York afirmou que, embora a Nova Era tivesse muitas semelhanças com as duas formas anteriores de esoterismo ocidental e religião asiática, ela permaneceu "diferente de seus predecessores em sua própria autoconsciência como uma nova maneira de pensar".

### Emergência e desenvolvimento: c. 1970–2000
No início da década de 1970, o uso do termo Nova Era era cada vez mais comum no meio cultual. Isso ocorreu porque - de acordo com Sutcliffe - o "emblema" da "Nova Era" foi passado dos "pioneiros subculturais" em grupos como Findhorn para a gama mais ampla de "baby boomers contraculturais" entre c. 1967 e 1974. Ele observou que, à medida que isso acontecia, o significado do termo Nova Era mudou; ao passo que antes se referia especificamente a uma era vindoura, nesse ponto passou a ser usado em um sentido mais amplo para se referir a uma variedade de atividades e práticas espirituais. Na última parte da década de 1970, a Nova Era expandiu-se para cobrir uma ampla variedade de crenças e práticas espirituais e religiosas alternativas, nem todas as quais explicitamente sustentavam a crença na Era de Aquário, mas eram, no entanto, amplamente reconhecidas como amplamente semelhantes em sua busca por "alternativas" para a sociedade dominante. Ao fazê-lo, a "Nova Era" tornou-se uma bandeira sob a qual reunir o "meio de culto" mais amplo da sociedade americana.
A contracultura da década de 1960 declinou rapidamente no início da década de 1970, em grande parte devido ao colapso do movimento das comunas, mas seriam muitos ex-membros da contracultura e da subcultura hippie que posteriormente se tornaram os primeiros adeptos do movimento Nova Era. As origens exatas do movimento da Nova Era permanecem uma questão de debate; Melton afirmou que surgiu no início da década de 1970, enquanto Hanegraaff, em vez disso, traçou seu surgimento até o final da década de 1970, acrescentando que entrou em seu pleno desenvolvimento na década de 1980. Esta forma inicial do movimento foi baseada em grande parte na Grã-Bretanha e exibiu uma forte influência da Teosofia eAntroposofia. Hanegraaff denominou este núcleo inicial do movimento de Nova Era sensu stricto, ou "Nova Era em sentido estrito".
Hanegraaff denomina o desenvolvimento mais amplo de Nova Era sensu lato, ou "Nova Era no sentido mais amplo". Lojas que vieram a ser conhecidas como "lojas da Nova Era" abriram, vendendo livros relacionados, revistas, joias e cristais, e eram tipificadas pela música da Nova Era e pelo cheiro de incenso. Isso provavelmente influenciou vários milhares de pequenas livrarias metafísicas e lojas de presentes que cada vez mais se definiam como "livrarias da Nova Era", enquanto os títulos da Nova Era passaram a estar cada vez mais disponíveis nas livrarias convencionais e depois em sites como Amazon.com.
Nem todos que vieram a ser associados ao fenômeno da Nova Era abraçaram abertamente o termo Nova Era, embora tenha sido popularizado em livros como a obra Revelation: The Birth of a New Age, de David Spangler, de 1977, e o livro New Age Politics, de Mark Satin, de 1979. O livro de 1982 de Marilyn Ferguson, The Aquarian Conspiracy, também foi considerado um marco no desenvolvimento da Nova Era, promovendo a ideia de que uma nova era estava surgindo. Outros termos que foram empregados como sinônimos de Nova Era neste meio incluíam "Verde", "Holístico", "Alternativo" e "Espiritual".
O ano 1971 testemunhou a fundação da Erhard Seminars Training por Werner H. Erhard, um curso de treinamento transformacional que se tornou uma parte proeminente do movimento inicial. Melton sugeriu que a década de 1970 testemunhou o crescimento de uma relação entre o movimento da Nova Era e o antigo movimento do Novo Pensamento, como evidenciado pelo uso generalizado da obra "A Course in Miracles" (1975), de Helen Schucman, da música New Age e da prática de cura de cristal nas igrejas do Novo Pensamento. Algumas figuras do movimento do Novo Pensamento eram céticas, desafiando a compatibilidade das perspectivas da Nova Era e do Novo Pensamento. Durante essas décadas, Findhorn tornou-se um local de peregrinação para muitos adeptos da Nova Era, e se expandiu muito à medida que as pessoas se juntaram à comunidade, com workshops e conferências sendo realizados lá, reunindo pensadores da Nova Era de todo o mundo.
Vários eventos importantes ocorreram, o que aumentou a conscientização pública sobre a subcultura da Nova Era: publicação dos livros de astrologia mais vendidos de Linda Goodman, Sun Signs (1968) e Love Signs (1978); o lançamento do livro de Shirley MacLaine, Out on a Limb (1983), posteriormente adaptado para uma minissérie televisiva com o mesmo nome (1987); e o alinhamento planetário "Convergência Harmônica" em 16 e 17 de agosto de 1987, organizado por José Argüelles em Sedona, Arizona. A Convergência atraiu mais pessoas para o movimento do que qualquer outro evento isolado. Heelas sugeriu que o movimento foi influenciado pela "cultura empresarial" incentivada pelos governos dos EUA e do Reino Unido durante a década de 1980, com sua ênfase na iniciativa e autoconfiança ressoando com quaisquer ideias da Nova Era.
As alegações dos "canalizadores" Jane Roberts (Seth Material), Helen Schucman (A Course in Miracles ), J.Z. Knight (Ramtha), Neale Donald Walsch (Conversations with God) contribuíram para o crescimento do movimento. O termo "canalizador" é utilizado no contexto da Nova Era com certa similaridade ao termo "médium", ou seja, pessoas com supostos poderes paranormais ou espirituais que atuariam entre o nível da espiritualidade e o nível material, trazendo ou canalizando forças e mensagens da esfera espiritual ao mundo material.
O primeiro expoente significativo do movimento da Nova Era nos EUA foi citado como Ram Dass. Os principais trabalhos na propagação das ideias da Nova Era incluíam a série "Seth" de Jane Roberts, publicada a partir de 1972, a publicação de Helen Schucman em 1975, A Course in Miracles (Um curso em milagres) e a obra de 1993 de James Redfield, The Celestine Prophecy (A Profecia Celestina). Vários desses livros foram best-sellers, com a série de livros Seth, por exemplo, vendendo mais de um milhão de cópias. Complementando esses livros havia vídeos, fitas de áudio, discos compactos e sites. O desenvolvimento da internet, em particular, popularizou ainda mais as ideias da Nova Era e as tornou mais acessíveis.
As ideias da Nova Era influenciaram o desenvolvimento da cultura rave no final dos anos 1980 e 1990. Na Grã-Bretanha durante a década de 1980, o termo New Age Travelers entrou em uso, embora York caracterizasse este termo como "um equívoco criado pela mídia". Esses viajantes da Nova Era tinham pouco a ver com a Nova Era, pois o termo era usado mais amplamente, com o estudioso da religião Daren Kemp observando que "a espiritualidade da Nova Era não é uma parte essencial da cultura dos Viajantes da Nova Era, embora há semelhanças entre as duas visões de mundo". O termo Nova Era passou a ser usado cada vez mais amplamente pela mídia popular na década de 1990.

### Declínio ou transformação?: 1990–presente
No final da década de 1980, alguns editores abandonaram o termo New Age como um dispositivo de marketing. Em 1994, o estudioso da religião Gordon J. Melton apresentou um documento de conferência no qual argumentava que, dado que não conhecia mais ninguém descrevendo suas práticas como "Nova Era", a Nova Era havia morrido. Em 2001, Hammer observou que o termo New Age tinha sido cada vez mais rejeitado como pejorativo ou sem sentido por indivíduos dentro do meio cultual ocidental. Ele também observou que dentro deste meio não estava sendo substituído por nenhuma alternativa e que, como tal, um senso de identidade coletiva estava sendo perdido.
Outros estudiosos discordaram da ideia de Melton; em 2004, Daren Kemp afirmou que "a Nova Era ainda está muito viva". O próprio Hammer afirmou que "o movimento da Nova Era pode estar em declínio, mas a religiosidade mais ampla da Nova Era (...) não mostra sinais de desaparecimento". MacKian sugeriu que o "movimento" da Nova Era foi substituído por um "sentimento da Nova Era" mais amplo, que passou a permear "a paisagem sociocultural" dos países ocidentais. Sua difusão no mainstream pode ter sido influenciada pela adoção de conceitos da Nova Era por figuras de alto perfil: a primeira-dama dos EUA Nancy Reagan consultou um astrólogo, a princesa britânica Diana visitou médiuns espíritas, e a princesa norueguesa Märtha Louise estabeleceu uma escola dedicada à comunicação com os anjos. As lojas da Nova Era continuaram a operar, embora muitas tenham sido comercializadas como "Mente, Corpo, Espírito".
Em 2015, o estudioso de religião Hugh Urban argumentou que a espiritualidade da Nova Era está crescendo nos Estados Unidos e pode se tornar mais visível: "De acordo com muitas pesquisas recentes sobre afiliação religiosa, a categoria 'espiritual, mas não religiosa' é uma das as tendências de crescimento mais rápido na cultura americana, então a atitude da Nova Era de individualismo espiritual e ecletismo pode muito bem ser cada vez mais visível nas próximas décadas".
O estudioso australiano Paul J. Farrelly, em sua dissertação de doutorado de 2017 na Australian National University, argumentou que, embora o termo New Age possa se tornar menos popular no Ocidente, na verdade está crescendo em Taiwan, onde é considerado algo relativamente novo e é sendo exportado de Taiwan para a China Continental, onde é mais ou menos tolerado pelas autoridades.

## Crenças e práticas

### Ecletismo e auto-espiritualidade
A Nova Era coloca forte ênfase na ideia de que o indivíduo e suas próprias experiências são a fonte primária de autoridade em assuntos espirituais. Ele exibe o que Heelas chamou de "individualismo não mediado" e reflete uma visão de mundo que é "radicalmente democrática". Coloca ênfase na liberdade e autonomia do indivíduo. Essa ênfase levou a divergências éticas; alguns adeptos da Nova Era acreditam que ajudar os outros é benéfico, embora outra visão seja que isso encoraja a dependência e os conflitos com a confiança no eu. No entanto, dentro da Nova Era, existem diferenças no papel atribuído às vozes de autoridade fora do eu. Hammer afirmou que "uma crença na existência de um núcleo ou Eu verdadeiro" é um "tema recorrente" nos textos da Nova Era. O conceito de "crescimento pessoal" também é muito enfatizado entre os novatos, enquanto Heelas observou que "para os participantes, a espiritualidade é a própria vida".
A religiosidade da Nova Era é tipificada por seu ecletismo. Geralmente acreditando que não há uma única maneira verdadeira de buscar a espiritualidade, os novoeristas (Adeptos no Movimento New Age/Nova Era) desenvolvem sua própria visão de mundo "combinando pedaços e peças para formar sua própria mistura individual", buscando o que Drury chamou de "uma espiritualidade sem fronteiras ou dogmas confinantes". O antropólogo David J. Hess observou que, em sua experiência, uma atitude comum entre os da Nova Era era que "qualquer caminho espiritual alternativo é bom porque é espiritual e alternativo". Esta abordagem que gerou uma piada comum de que a Nova Era representa a "espiritualidade do supermercado". York sugeriu que esse ecletismo se originou das origens da Nova Era dentro do capitalismo moderno tardio, com os novoeristas subscrevendo a crença em um livre mercado de ideias espirituais como um paralelo a um livre mercado na economia.
Como parte de seu ecletismo, a Nova Era extrai ideias de muitas tradições culturais e espirituais diferentes de todo o mundo, muitas vezes legitimando essa abordagem por referência a "uma afirmação muito vaga" sobre a unidade global subjacente. Certas sociedades são mais usualmente escolhidas em detrimento de outras; exemplos incluem os antigos celtas, antigos egípcios, os essênios, atlantes e antigos extraterrestres. Como observado por Hammer: "para ser franco, nenhum porta-voz significativo dentro da comunidade da Nova Era afirma representar a antiga sabedoria albanesa, simplesmente porque as crenças sobre os antigos albaneses não fazem parte de nossos estereótipos culturais". De acordo com Hess, essas sociedades antigas ou estrangeiras representam um "Outro" exótico para os da Nova Era, que são predominantemente brancos ocidentais.

### Teologia, cosmogonia e cosmologia
A crença na divindade é parte integrante das ideias da Nova Era, embora os entendimentos dessa divindade variem. A teologia da Nova Era exibe uma abordagem inclusiva e universalista que aceita todas as perspectivas pessoais sobre o divino como igualmente válidas. Essa imprecisão intencional quanto à natureza da divindade também reflete a ideia da Nova Era de que a divindade não pode ser compreendida pela mente ou linguagem humana. A literatura da Nova Era, no entanto, exibe traços recorrentes em sua representação do divino: o primeiro é a ideia de que é holístico, sendo frequentemente descrito com termos como "Oceano de Unidade", "Espírito Infinito", "Corrente Primordial","Uma Essência" e "Um segundo traço é a caracterização da divindade como "Mente", "Consciência" e "Inteligência", enquanto um terceiro é a descrição da divindade como uma forma de "energia ". Um quarto traço é a caracterização da divindade como uma "força vital", cuja essência é a criatividade, enquanto um quinto é o conceito de que a divindade consiste em amor.
A maioria dos grupos da Nova Era acredita em uma Fonte Suprema da qual todas as coisas se originam, que geralmente é confundida com o divino. Vários mitos da criação foram articulados em publicações da Nova Era descrevendo como esta Fonte Suprema criou o universo e tudo nele. Em contraste, alguns adeptos da Nova Era enfatizam a ideia de uma inter-relação universal que nem sempre emana de uma única fonte. A cosmovisão da Nova Era enfatiza o holismo e a ideia de que tudo na existência está intrinsecamente conectado como parte de um único todo, ao fazê-lo rejeitando tanto o dualismo da divisão judaico-cristã de matéria e espírito quanto o reducionismoda ciência cartesiana. Vários adeptos da Nova Era ligaram esta interpretação holística do universo à hipótese de Gaia de James Lovelock. A ideia de divindade holística resulta em uma crença comum da Nova Era de que os próprios humanos são divinos em essência, um conceito descrito usando termos como "gotícula de divindade", "Divindade interior" e "eu divino". Influenciado por ideias teosóficas e antroposóficas sobre "corpos sutis", uma ideia comum da Nova Era sustenta a existência de um "Eu Superior" que é uma parte do humano, mas se conecta com a essência divina do universo, intuição.
Histórias de criação cosmogônicas são comuns nas fontes da Nova Era, com esses relatos refletindo a estrutura holística do movimento, descrevendo uma unidade original e primordial da qual todas as coisas no universo emanaram. Um tema comum adicional é que as almas humanas – uma vez vivendo em um mundo espiritual – então desceram para um mundo de matéria. O movimento da Nova Era normalmente vê o universo material como uma ilusão significativa, que os humanos devem tentar usar de forma construtiva, em vez de se concentrar em escapar para outros reinos espirituais. Este mundo físico é, portanto, visto como "um domínio para aprendizado e crescimento", após o qual a alma humana pode passar para níveis mais elevados de existência. Há, portanto, uma crença generalizada de que a realidade está engajada em um processo contínuo de evolução; em vez da evolução darwiniana, isso é tipicamente visto como uma evolução teleológica que assume um processo dirigido a um objetivo específico ou uma evolução criativa e aberta.

### Espírito e canalização
MacKian argumentou que um elemento central, mas muitas vezes esquecido, do fenômeno era uma ênfase no "espírito" e, em particular, o desejo dos participantes de um relacionamento com o espírito. Muitos praticantes em seu estudo focado no Reino Unido se descreveram como "trabalhadores do espírito", expressando o desejo de ajudar as pessoas a aprender sobre o espírito. Eles entendiam vários sinais materiais como marcando a presença do espírito, por exemplo, o aparecimento inesperado de uma pena. Os adeptos da Nova Era muitas vezes invocam esse espírito para ajudá-los em situações cotidianas, por exemplo, para facilitar o fluxo de tráfego no caminho para o trabalho.
A literatura da Nova Era frequentemente se refere a seres espirituais não humanos benevolentes que estão interessados no desenvolvimento espiritual da humanidade; estes são chamados de anjos, anjos da guarda, guias pessoais, mestres, professores e contatos. A angelologia da Nova Era é, no entanto, assistemática, refletindo as idiossincrasias de autores individuais. A figura de Jesus Cristo é frequentemente mencionada na literatura da Nova Era como um princípio mediador entre a divindade e a humanidade, bem como um exemplo de um ser humano espiritualmente avançado.
Embora não esteja presente em todos os grupos da Nova Era, uma crença central dentro do meio está na canalização (mediunidade). Esta é a ideia de que os seres humanos, às vezes (embora nem sempre) em estado de transe, podem atuar "como um canal de informações de fontes diferentes de seus eus normais". Essas fontes são descritas de forma variada como sendo Deus, deuses e deusas, mestres ascensos, guias espirituais, extraterrestres, anjos, devas, figuras históricas, o inconsciente coletivo, elementais ou espíritos da natureza. Hanegraaff descreveu a canalização como uma forma de "revelação articulada", e identificou quatro formas: canalização em transe, automatismos, canalização clariaudiente e canalização aberta.
Exemplos proeminentes de canalização da Nova Era incluem as alegações de Jane Roberts de que ela foi contatada por uma entidade chamada "Seth", e as alegações de Helen Schucman de ter canalizado Jesus Cristo. A acadêmica Suzanne Riordan examinou uma variedade dessas mensagens canalizadas da Nova Era, observando que elas tipicamente "ecoavam umas às outras em tom e conteúdo", oferecendo uma análise da condição humana e dando instruções ou conselhos sobre como a humanidade pode descobrir sua verdadeira destino. Para muitos adeptos da Nova Era, essas mensagens canalizadas (obtidas por mediunidade) rivalizam com as escrituras das principais religiões do mundo como fontes de autoridade espiritual, embora muitas vezes os adeptos da Nova Era descrevam as revelações religiosas históricas também como formas de "canalização" (mediunidade), tentando assim legitimar e autenticar suas próprias práticas contemporâneas. Embora o conceito de canalização de entidades espirituais desencarnadas tenha ligações com o Espiritismo e a pesquisa psíquica, a Nova Era não apresenta a ênfase do Espiritismo em provar a existência de vida após a morte, nem o foco da pesquisa psíquica de testar a consistência dos médiuns.

### Ciclos astrológicos e a Era de Aquário
O pensamento da Nova Era tipicamente visualiza o mundo como se desenvolvendo através de ciclos cosmológicos que podem ser identificados astrologicamente. Adota este conceito da Teosofia, embora muitas vezes o apresente de uma forma mais solta e eclética do que é encontrado no ensino teosófico. A literatura da Nova Era frequentemente afirma que a humanidade já viveu em uma era de sabedoria espiritual. Nos escritos de New Ages como Edgar Cayce, o antigo período de sabedoria espiritual está associado a conceitos de sociedades extremamente avançadas que vivem em continentes perdidos como Atlântida, Lemúria e Mu, bem como a ideia de que sociedades antigas como os do Egito Antigo eram muito mais avançados tecnologicamente do que os estudos modernos aceitam. A literatura da Nova Era frequentemente postula que o antigo período de sabedoria espiritual deu lugar a uma era de declínio espiritual, às vezes chamada de Era de Peixes. Embora caracterizado como um período negativo para a humanidade, a literatura da Nova Era vê a Era de Peixes como uma importante experiência de aprendizado para a espécie. Hanegraaff afirmou que as percepções da história da Nova Era eram "extremamente incompletas" em seu uso da descrição, refletindo pouco interesse na historiografia e confundindo história com mito. Ele também observou que eles eram altamente etnocêntricos ao colocar a civilização ocidental no centro do desenvolvimento histórico.
Uma crença comum entre a Nova Era é que a humanidade entrou, ou está entrando, em um novo período conhecido como a Era de Aquário que Melton caracterizou como uma "Nova Era de amor, alegria, paz, abundância, e harmonia [...] a Idade de Ouro até então apenas sonhada." Ao aceitar essa crença em uma nova era vindoura, o meio foi descrito como "altamente positivo, comemorativo, [e] utópico", e também foi citado como um movimento apocalíptico. As opiniões sobre a natureza da próxima Era de Aquário diferem entre os membros da Nova Era. Há, por exemplo, diferenças de crença sobre seu início; O autor da Nova Era David Spangler afirmou que começou em 1967, outros colocaram seu início com a Convergência Harmônica de 1987 o autor José Argüelles previu seu início em 2012 e alguns acreditam que não começará até vários séculos no terceiro milênio.
Há também diferenças em como essa nova era é imaginada. Aqueles que aderiram ao que Hanegraaff chamou de perspectiva "moderada" acreditavam que ela seria marcada por uma melhoria na sociedade atual, que afetou tanto as preocupações da Nova Era — através da convergência da ciência e do misticismo e a adoção global da medicina alternativa — para preocupações mais gerais, incluindo o fim da violência, crime e guerra, um ambiente mais saudável e cooperação internacional. Outros da Nova Era adotam uma visão totalmente utópica, acreditando que o mundo será totalmente transformado em uma "Era da Luz", com os humanos evoluindo para seres totalmente espirituais e experimentando amor, felicidade e felicidade ilimitados. Em vez de conceber a Era de Aquário como um período indefinido, muitos acreditam que duraria cerca de dois mil anos antes de ser substituída por uma outra era.
Existem várias crenças dentro do meio a respeito de como esta nova era irá acontecer, mas a maioria enfatiza a ideia de que ela será estabelecida através da ação humana; outros afirmam que será estabelecido com a ajuda de forças não humanas, como espíritos ou extraterrestres. Ferguson, por exemplo, afirmou que havia uma vanguarda de humanos conhecida como a "conspiração de Aquário" que estava ajudando a trazer a Era de Aquário através de suas ações. Os participantes da Nova Era normalmente expressam a visão de que suas próprias ações espirituais estão ajudando a trazer a Era de Aquário, com escritores como Ferguson e Argüelles se apresentando como profetas inaugurando esta era futura.

### Cura e medicina alternativa
Outro elemento recorrente da Nova Era é a ênfase na cura e na medicina alternativa. O conceito geral da Nova Era é que a saúde é o estado natural do ser humano e que a doença é uma ruptura desse equilíbrio natural. Assim, as terapias da Nova Era procuram curar a "doença" como um conceito geral que inclui aspectos físicos, mentais e espirituais; ao fazê-lo, critica a medicina ocidental dominante por simplesmente tentar curar doenças e, portanto, tem afinidade com a maioria das formas de medicina tradicional. Seu foco de auto espiritualidade levou à ênfase da auto-cura, embora também estejam presentes ideias sobre a cura tanto dos outros quanto da própria Terra. Os elementos de cura do movimento são difíceis de classificar, dado que uma variedade de termos é usada, com alguns autores da Nova Era usando termos diferentes para se referir às mesmas tendências, enquanto outros usam o mesmo termo para se referir a coisas diferentes. No entanto, Hanegraaff desenvolveu um conjunto de categorias nas quais as formas de cura da Nova Era poderiam ser categorizadas aproximadamente.
O primeiro deles foi o Movimento do Potencial Humano que argumenta que a sociedade ocidental contemporânea suprime muito do potencial humano e, portanto, professa oferecer um caminho através do qual os indivíduos podem acessar aquelas partes de si mesmos que alienaram e suprimiram, permitindo-lhes alcançar seus potencial e viver uma vida significativa. Hanegraaff descreve a psicologia transpessoal como a "ala teórica" deste Movimento do Potencial Humano; em contraste com outras escolas de pensamento psicológico, a psicologia transpessoal leva a sério as experiências religiosas e místicas, explorando os usos dos estados alterados de consciência. Intimamente ligada a isso está a corrente da consciência xamânica, que argumenta que o xamã era um especialista em estados alterados de consciência e procura adotar e imitar as técnicas xamânicas tradicionais como forma de cura e crescimento pessoal.
Hanegraaff identificou a segunda corrente principal de cura no movimento da Nova Era como sendo a saúde holística. Este surgiu na década de 1970 a partir do movimento da clínica livre da década de 1960, e tem várias conexões com o Movimento do Potencial Humano. Enfatiza a ideia de que o indivíduo humano é uma relação holística e interdependente entre mente, corpo e espírito, e que a cura é um processo no qual um indivíduo se torna inteiro integrando-se aos poderes do universo. 
Uma grande variedade de métodos é utilizada dentro do movimento de saúde holística, com alguns dos mais comuns, incluindo acupuntura, reiki, biofeedback, quiropraxia, yoga, cinesiologia aplicada, homeopatia, aromaterapia, iridologia, massagem e outras formas de trabalho corporal, meditação e visualização, terapia nutricional, cura psíquica, fitoterapia, cura usando cristais metais, música, cromoterapia e terapia de reencarnação. Embora o uso da cura por cristais tenha se tornado um tropo visual particularmente proeminente na Nova Era, essa prática não era comum no esoterismo antes de sua adoção no meio da Nova Era. A integração do movimento de Saúde Holística no Reino Unido é discutida por Maria Tighe. A inter-relação da saúde holística com o movimento da Nova Era é ilustrada na descrição etnográfica de Jenny Butler da "terapia dos anjos" na Irlanda.

### Ciência da Nova Era
De acordo com Drury, a Nova Era tenta criar "uma visão de mundo que inclua tanto a ciência quanto a espiritualidade", enquanto Hess observou como a Nova Era tem "uma propensão para reunir o técnico e o espiritual, o científico e o religioso". Embora a Nova Era tipicamente rejeite o racionalismo, o método científico e o estabelecimento acadêmico, eles empregam terminologia e conceitos emprestados da ciência e particularmente da Nova Física. Além disso, uma série de influências proeminentes na Nova Era, como David Bohm e Ilya Prigogine, tiveram experiências como cientistas profissionais. Hanegraaff identificou a "ciência da Nova Era" como uma forma de filosofia natural. 
Nisso, o meio está interessado em desenvolver visões de mundo unificadas para descobrir a natureza do divino e estabelecer uma base científica para a crença religiosa. Figuras do movimento da Nova Era - mais notavelmente Fritjof Capra em seu O Tao da Física (1975) e Gary Zukav em Os Mestres Dançantes de Wu Li (1979) - traçaram paralelos entre teorias da Nova Física e formas tradicionais de misticismo, argumentando assim que antigas ideias religiosas estão agora sendo comprovadas pela ciência contemporânea. Muitos adeptos da Nova Era adotaram a hipótese Gaia de James Lovelock de que a Terra age como um único organismo vivo, embora tenham expandido essa ideia para incluir a ideia de que a Terra tem consciência e inteligência.
Apesar dos apelos da Nova Era à ciência, a maioria dos estabelecimentos acadêmicos e científicos descarta a "ciência da Nova Era" como pseudociência, ou na melhor das hipóteses existindo em parte à margem da pesquisa científica genuína. Esta é uma atitude também compartilhada por muitos ativos no campo da parapsicologia. Por sua vez, os adeptos da Nova Era frequentemente acusam o establishment científico de buscar uma abordagem dogmática e antiquada para a investigação científica, acreditando que seus próprios entendimentos do universo substituirão os do establishment acadêmico em uma mudança de paradigma.

### Ética e vida após a morte
Não há coesão ética dentro do fenômeno da Nova Era, embora Hanegraaff tenha argumentado que o princípio ético central da Nova Era é cultivar o próprio potencial divino. Dado que a interpretação holística do universo do movimento proíbe a crença em um bem e um mal dualistas, os eventos negativos que acontecem são interpretados não como resultado do mal, mas como lições destinadas a ensinar um indivíduo e capacitá-lo a avançar espiritualmente (carma).
Rejeita a ênfase cristã no pecado e na culpa, acreditando que estes geram medo e, portanto, negatividade, que impedem a evolução espiritual. Também costuma criticar a culpa e o julgamento dos outros por suas ações, acreditando que se um indivíduo adota essas atitudes negativas, prejudica sua própria evolução espiritual. Em vez disso, o movimento enfatiza o pensamento positivo, embora as crenças sobre o poder por trás de tais pensamentos variem na literatura da Nova Era. Exemplos comuns da Nova Era de como gerar tal pensamento positivo incluem a recitação repetida de mantras e declarações que carregam mensagens positivas e a visualização de uma luz branca.
De acordo com Hanegraaff, a questão da morte e vida após a morte não é um "problema urgente que exige uma resposta" na Nova Era. A crença na reencarnação é muito comum, onde muitas vezes é vista como parte da evolução espiritual progressiva de um indivíduo em direção à realização de sua própria divindade. Na literatura da Nova Era, a realidade da reencarnação é geralmente tratada como auto-evidente, sem explicação sobre por que os praticantes abraçam essa crença de vida após a morte em detrimento de outras, embora os da Nova Era a endossem na crença de que ela garante a justiça cósmica.
Muitos adeptos da Nova Era acreditam no carma, tratando-o como uma lei de causa e efeito que assegura o equilíbrio cósmico, embora em alguns casos enfatizem que não é um sistema que impõe punição por ações passadas. Em grande parte da literatura da Nova Era sobre reencarnação, afirma-se que parte da alma humana, aquela que carrega a personalidade, perece com a morte do corpo, enquanto o Eu Superior – aquele que se conecta com a divindade – sobrevive para renascer em outro corpo. Acredita-se que o Eu Superior escolhe o corpo e as circunstâncias em que nascerá, a fim de usá-lo como um recipiente através do qual aprender novas lições e, assim, avançar em sua própria evolução espiritual. Proeminentes escritores da Nova Era como Shakti Gawain e Louise Hay, portanto, expressam a visão de que os humanos são responsáveis pelos eventos que acontecem com eles durante sua vida, uma ideia que muitos da Nova Era consideram fortalecedora. Às vezes, a regressão a vidas passadas é empregada dentro da Nova Era para revelar as encarnações anteriores de uma Alma Superior, geralmente com um propósito explícito de cura. Alguns praticantes defendem a ideia de um "grupo de almas" ou "família de almas", um grupo de almas conectadas que reencarnam juntas como uma família de unidades de amizade. Em vez de reencarnação, outra crença de vida após a morte encontrada entre os adeptos da Nova Era sustenta que a alma de um indivíduo retorna a uma "energia universal" na morte do corpo.

## Demografia
Em meados da década de 1990, a Nova Era foi encontrada principalmente nos Estados Unidos e Canadá, Europa Ocidental e Austrália e Nova Zelândia. O fato de que a maioria dos indivíduos envolvidos em atividades da Nova Era não se descrevem como "New Ages" torna difícil determinar o número total de praticantes. Heelas destacou a variedade de tentativas de estabelecer o número de participantes da Nova Era nos EUA durante esse período, observando que as estimativas variavam de 20.000 a 6 milhões; ele acreditava que as faixas mais altas dessas estimativas eram muito infladas, por exemplo, pela suposição errônea de que todos os americanos que acreditavam na reencarnação faziam parte da Nova Era. Ele, no entanto, sugeriu que mais de 10 milhões de pessoas nos EUA tiveram algum contato com práticas ou ideias da Nova Era. Entre 2000 e 2002, Heelas e Woodhead conduziram pesquisas sobre a Nova Era na cidade inglesa de Kendal, Cumbria; eles descobriram que 600 pessoas participavam ativamente das atividades da Nova Era semanalmente, representando 1,6% da população da cidade. A partir disso, eles extrapolaram que cerca de 900.000 britânicos participavam regularmente das atividades da Nova Era. Em 2006, Heelas afirmou que as práticas da Nova Era haviam crescido a tal ponto que estavam "competindo cada vez mais com a influência do cristianismo em ambientes ocidentais".
A investigação sociológica indica que certos setores da sociedade são mais propensos a se envolver em práticas da Nova Era do que outros. Nos Estados Unidos, as primeiras pessoas a abraçar a Nova Era pertenciam à geração baby boomer, os nascidos entre 1946 e 1964.
Sutcliffe observou que, embora as figuras de proa mais influentes da Nova Era fossem do sexo masculino, aproximadamente dois terços de seus participantes eram do sexo feminino. O Projeto Kendal de Heelas e Woodhead descobriu que daqueles que frequentam regularmente as atividades da Nova Era na cidade, 80% eram do sexo feminino, enquanto 78% dos que executavam tais atividades eram do sexo feminino. Eles atribuíram esse domínio feminino a "valores culturais profundamente arraigados e divisões de trabalho" na sociedade ocidental, segundo a qual as mulheres recebiam maior responsabilidade pelo bem-estar dos outros, tornando as práticas da Nova Era mais atraentes para elas. Eles sugeriram que os homens eram menos atraídos pelas atividades da Nova Era porque eram prejudicados por um "ideal masculinista de autonomia e auto-suficiência" que os desencorajava a buscar a ajuda de outros para seu desenvolvimento interior.
A maioria dos adeptos da Nova Era são das classes média e média-alta da sociedade ocidental. Heelas e Woodhead descobriram que dos Kendal que adeptos do New Ages ativos, 57% tinham um diploma universitário ou universitário. Seu Projeto Kendal também determinou que 73% dos ativos da Nova Era tinham mais de 45 anos e 55% tinham entre 40 e 59 anos; também determinou que muitos se envolveram na meia-idade. Comparativamente, poucos eram jovens ou idosos. Heelas e Woodhead sugeriram que o domínio das pessoas de meia-idade, particularmente as mulheres, era porque nesta fase da vida elas tinham mais tempo para se dedicar ao seu próprio desenvolvimento interior, com seu tempo anteriormente dominado pela criação dos filhos. Eles também sugeriram que as pessoas de meia-idade estavam experimentando mais doenças relacionadas à idade do que os jovens e, portanto, mais interessadas em buscar atividades da Nova Era para melhorar sua saúde.
Heelas acrescentou que, dentro dos baby boomers, o movimento atraiu uma clientela diversificada. Ele tipificou o típico da Nova Era como alguém que era bem-educado, mas desencantado com a sociedade dominante, argumentando assim que o movimento atendia aqueles que acreditam que a modernidade está em crise. Ele sugeriu que o movimento atraiu muitos ex-praticantes da contracultura dos anos 1960 porque, embora eles se sentissem incapazes de mudar a sociedade, eles estavam interessados em mudar o eu. Ele acreditava que muitos indivíduos haviam sido "culturalmente preparados para o que a Nova Era tem a oferecer", com a Nova Era atraindo pessoas "expressivas" que já estavam confortáveis com os ideais e perspectivas do foco de auto-espiritualidade do movimento. Poderia ser particularmente atraente porque a Nova Era atendeu às necessidades do indivíduo, enquanto as opções religiosas tradicionais que estão disponíveis atendem principalmente às necessidades de uma comunidade. Ele acreditava que, embora a adoção de crenças e práticas da Nova Era por alguns se encaixasse no modelo de conversão religiosa, outros que adotaram algumas de suas práticas não poderiam ser facilmente considerados convertidos à religião. Sutcliffe descreveu o participante "típico" no meio da Nova Era como sendo "um individualista religioso, misturando e combinando recursos culturais em uma busca espiritual animada".
O grau em que os indivíduos estão envolvidos na Nova Era varia. Heelas argumentou que os envolvidos poderiam ser divididos em três grandes grupos; a primeira compreendia aqueles que se dedicavam totalmente a ela e aos seus ideais, muitas vezes trabalhando em profissões que promoviam esses objetivos. O segundo consistia em "temporários sérios" que trabalhavam em áreas não relacionadas, mas que, no entanto, passavam grande parte de seu tempo livre envolvidos em atividades de movimento. A terceira era a dos "temporários casuais" que ocasionalmente se envolviam em atividades da Nova Era, mas para quem o movimento não era um aspecto central de sua vida. Em vez disso, MacKian sugeriu que o envolvimento poderia ser visto como uma camada de cebola; no centro estão os praticantes "consultivos" que dedicam sua vida às práticas da Nova Era, em torno deles estão os praticantes "sérios" que ainda investem esforços consideráveis nas atividades da Nova Era, e na periferia estão os "consumidores não praticantes", indivíduos afetados pela disseminação geral das ideias da Nova Era, mas que não se dedicam mais plenamente a elas. Muitas práticas da Nova Era se infiltraram na sociedade ocidental mais ampla, com uma pesquisa de 2000, por exemplo, revelando que 39% da população do Reino Unido havia tentado terapias alternativas. Em 1995, Kyle afirmou que, em geral, os New Ages nos Estados Unidos preferiam os valores do Partido Democrata aos do Partido Republicano. Ele acrescentou que a maioria dos membros da Nova Era "rejeitou profundamente" a agenda do ex-presidente republicano Ronald Reagan.

### Comunidades sociais
MacKian sugeriu que esse fenômeno era "um modo inerentemente social de espiritualidade", que cultivava um sentimento de pertencimento entre seus participantes e encorajava relações tanto com outros humanos quanto com entidades espirituais não humanas e de outro mundo. MacKian sugeriu que essas comunidades "podem parecer muito diferentes" daquelas de grupos religiosos tradicionais. As conexões online foram uma das maneiras pelas quais os interessados conheceram novos contatos e estabeleceram redes.

## Aspectos comerciais
Alguns adeptos da Nova Era defendem viver de maneira simples e sustentável para reduzir o impacto da humanidade sobre os recursos naturais da Terra; e evitam o consumismo. O movimento da Nova Era foi centrado em torno da reconstrução de um senso de comunidade para combater a desintegração social; isso foi tentado através da formação de comunidades intencionais, onde os indivíduos se reúnem para viver e trabalhar em um estilo de vida comunitário. Centros da Nova Era foram criados em várias partes do mundo, representando uma forma institucionalizada do movimento. Exemplos notáveis incluem o Instituto Naropa em Boulder, Colorado, Holly Hock Farm perto de Vancouver, o Wrekin Trust em West Malvern, Worcestershire e o Skyros Center em Skyros. Criticando a educação ocidental convencional como contraproducente ao ethos do movimento, muitos grupos da Nova Era estabeleceram suas próprias escolas para a educação das crianças, embora em outros casos esses grupos tenham procurado introduzir técnicas espirituais da Nova Era em estabelecimentos preexistentes.
Bruce argumentou que, ao procurar "negar a validade dos controles impostos externamente e privilegiar o divino interior", a Nova Era procurou desmantelar a ordem social preexistente, mas não apresentou nada adequado em seu lugar. Heelas, no entanto, advertiu que Bruce havia chegado a essa conclusão com base em "provas frágeis", e Aldred argumentou que apenas uma minoria de New Ages participa de atividades focadas na comunidade; em vez disso, ela afirmou, a maioria dos adeptos da Nova Era participa principalmente através da compra de livros e produtos direcionados ao mercado da Nova Era, posicionando a Nova Era como um movimento principalmente consumista e comercial.

### Feiras e festivais
A espiritualidade da Nova Era levou a uma ampla variedade de literatura sobre o assunto e a um nicho de mercado ativo, com livros, música, artesanato e serviços de medicina alternativa disponíveis em lojas, feiras e festivais da Nova Era. As feiras da Nova Era – às vezes conhecidas como “feiras da mente, corpo, espírito”, “feiras psíquicas” ou “feiras de saúde alternativas” – são espaços nos quais uma variedade de bens e serviços são exibidos por diferentes fornecedores, incluindo formulários de medicina alternativa e práticas esotéricas como quiromancia ou leitura de cartas de tarô. Um exemplo proeminente é o Mind Body Spirit Festival, realizado anualmente no Reino Unido, no qual – observou o estudioso de estudos religiosos Christopher Partridge – pode-se encontrar “uma ampla gama de crenças e práticas, desde a cura com cristais até... da música New Age ao vegetarianismo de Suma Chiign Hai." Festivais semelhantes são realizados em toda a Europa e na Austrália e nos Estados Unidos.

### Abordagens para prosperidade financeira e negócios
Vários proponentes da Nova Era enfatizaram o uso de técnicas espirituais como uma ferramenta para alcançar a prosperidade financeira, afastando assim o movimento de suas origens contraculturais. Comentando sobre este "capitalismo da Nova Era", Hess observou que era em grande parte de pequena escala e empresarial, focado em pequenas empresas dirigidas por membros da pequena burguesia, em vez de ser dominado por corporações multinacionais de grande escala. As ligações entre a Nova Era e os produtos comerciais resultaram na acusação de que a própria Nova Era é pouco mais que uma manifestação de consumismo. Essa ideia é geralmente rejeitada pelos participantes da Nova Era, que muitas vezes rejeitam qualquer ligação entre suas práticas e atividades consumistas.
Abraçando essa atitude, vários livros foram publicados defendendo tal ethos, centros estabelecidos da Nova Era realizaram retiros espirituais e aulas destinadas especificamente a empresários, e grupos da Nova Era desenvolveram treinamento especializado para negócios. Durante a década de 1980, muitas corporações norte-americanas proeminentes — entre elas IBM, AT&T e General Motors — abraçaram os seminários da Nova Era, esperando que pudessem aumentar a produtividade e a eficiência de sua força de trabalho, embora em vários casos isso resultasse em funcionários ajuizar ações legais contra seus empregadores, alegando que tais seminários haviam infringido suas crenças religiosas ou prejudicado sua saúde psicológica.
No entanto, o uso de técnicas espirituais como um método para obter lucro tem sido uma questão de grande disputa dentro do movimento New Age mais amplo, com proeminentes New Ages como Spangler e Matthew Fox criticando o que eles vêem como tendências dentro da comunidade que são narcisistas e carecem de consciência social. Em particular, os elementos comerciais do movimento causaram problemas, uma vez que muitas vezes entram em conflito com seu ethos economicamente igualitário; como destacou York, "existe uma tensão na Nova Era entre o igualitarismo socialista e a iniciativa privada capitalista". Dado que encoraja os indivíduos a escolher as práticas espirituais com base na preferência pessoal e, portanto, os encoraja a se comportar como consumidores, a Nova Era foi considerada adequada à sociedade moderna.

### Música
O termo "música new age" é aplicado, às vezes de forma pejorativa, a formas de música ambiente, um gênero que se desenvolveu na década de 1960 e foi popularizado na década de 1970, particularmente com o trabalho de Brian Eno. A natureza relaxante do gênero resultou em se tornar popular nos círculos da Nova Era, com algumas formas do gênero tendo uma orientação especificamente da Nova Era. Estudos determinaram que a música new age pode ser um componente eficaz no controle do estresse.
O estilo começou no final dos anos 1960 e início dos anos 1970 com os trabalhos de grupos de jazz de forma livre gravando no selo ECM; como Oregon, o Paul Winter Consort e outras bandas pré-ambientes; assim como o performer de música ambiente Brian Eno, o músico de vanguarda clássica Daniel Kobialka, e as gravações de ambientes psicoacústicos de Irv Teibel. No início dos anos 1970, era principalmente instrumental com estilos acústicos e eletrônicos. A música new age evoluiu para incluir uma ampla gama de estilos de música espacial eletrônica usando sintetizadorese instrumentais acústicos usando flautas e tambores nativos americanos, tigelas cantantes, didjeridus australianos e sons de música do mundo para cantos espirituais de outras culturas.

## Política
Embora muitos comentaristas tenham se concentrado nos aspectos espirituais e culturais do movimento da Nova Era, ele também tem um componente político. O movimento político da Nova Era tornou-se visível na década de 1970, atingiu o pico na década de 1980 e continuou na década de 1990. O sociólogo da religião Steven Bruce observou que a Nova Era fornece ideias sobre como lidar com "nossos problemas sociopsicológicos". O estudioso de religião James R. Lewis observou que, apesar da caricatura comum dos adeptos da Nova Era como narcisistas, "números significativos" deles estavam "tentando fazer do planeta um lugar melhor para se viver", e o estudioso A Enciclopédia da Nova Era de J. Gordon Melton (1990) incluiu uma entrada chamada "política da Nova Era". Alguns membros da Nova Era entraram no sistema político na tentativa de defender a transformação social que a Nova Era promove.

### Ideias
Embora os ativistas da Nova Era tenham sido motivados por conceitos da Nova Era como holismo, interconectividade, monismo e ambientalismo, suas ideias políticas são diversas, variando de extrema-direita e conservadora a liberal, socialista e libertária. Assim, Kyle afirmou que "a política da Nova Era é difícil de descrever e categorizar. Os rótulos políticos padrão — esquerda ou direita, liberal ou conservador — erram o alvo." MacKian sugeriu que a Nova Era operava como uma forma de "infrapolítica de realinhamento mundial" que mina o desencanto da sociedade ocidental moderna.
A extensão em que os porta-vozes da Nova Era misturam religião e política varia. Os membros da Nova Era são frequentemente críticos da ordem política estabelecida, considerando-a "fragmentada, injusta, hierárquica, patriarcal e obsoleta". O "New Age" Mark Satin, por exemplo, falou da "política da Nova Era" como uma "terceira força" politicamente radical que não era "nem esquerda nem direita". Ele acreditava que, em contraste com o foco político convencional nos "sintomas institucionais e econômicos" dos problemas da sociedade, sua "política da Nova Era" se concentraria nas "raízes psicoculturais" dessas questões. Ferguson considerava a política da Nova Era como "uma espécie de Centro Radical", que "não era neutro, Fritjof Capra argumentou que as sociedades ocidentais se tornaram esclerosadas por causa de sua adesão a uma visão ultrapassada e mecanicista da realidade, que ele chama de paradigma newtoniano/cartesiano. Na visão de Capra, o Ocidente precisa desenvolver uma "visão sistêmica" orgânica e ecológica da realidade para abordar com sucesso suas questões sociais e políticas. Corinne McLaughlin argumentou que a política não precisa conotar lutas de poder sem fim, que uma nova "política espiritual" poderia tentar sintetizar visões opostas sobre questões em níveis mais elevados de compreensão.
Muitos adeptos da Nova Era defendem a globalização e a localização, mas rejeitam o nacionalismo e o papel do Estado-nação. Alguns porta-vozes da Nova Era pediram maior descentralização e unidade global, mas são vagos sobre como isso pode ser alcançado; outros clamam por um governo global e centralizado. Satin, por exemplo, defendeu um afastamento do estado-nação e em direção a regiões autogovernadas que, por meio de redes de comunicação global aprimoradas, ajudariam a gerar a unidade mundial. Benjamin Creme, inversamente, argumentou que "o Cristo", um grande Avatar, Maitreya, o Instrutor do Mundo, esperado por todas as principais religiões como seu "Aguardado" (Messianismo), retornaria ao mundo e estabeleceria um governo global forte e centralizado na forma das Nações Unidas; isso seria politicamente reorganizado ao longo de uma hierarquia espiritual. Kyle observou que os adeptos da Nova Era geralmente falam favoravelmente da democracia e do envolvimento dos cidadãos na formulação de políticas, mas são críticos da democracia representativa e do governo da maioria, exibindo assim ideias elitistas em seu pensamento.

### Grupos
Estudiosos notaram vários grupos políticos da Nova Era. "Autodeterminação": uma rede pessoal/política, elogiado por Ferguson e Satin, foi descrito detalhadamente pelo estudioso da sociologia da religião Steven Tipton. Fundada em 1975 pelo legislador do estado da Califórnia John Vasconcellos e outros, encorajou os californianos a se engajarem em trabalho de crescimento pessoal e atividades políticas ao mesmo tempo, especialmente no nível de base. Hanegraaff observou outro grupo com sede na Califórnia, o Institute of Noetic Sciences (Instituto de Ciências Noéticas), liderado pelo autor Willis Harman. Defendeu uma mudança de consciência – em “suposições básicas subjacentes” – a fim de enfrentar as crises globais. Kyle disse que a organização "Planetary Citizens" (Cidadãos Planetários), com sede em Nova York, liderada pelo consultor das Nações Unidas e pelo autor da Terra no Omega, Donald Keys, procurou implementar ideias políticas da Nova Era.
O estudioso J. Gordon Melton e colegas se concentraram na "New World Alliance", uma organização sediada em Washington, DC, fundada em 1979 por Mark Satin e outros. De acordo com Melton et al., a Aliança tentou combinar ideias de esquerda e direita, bem como trabalho de crescimento pessoal e atividades políticas. A tomada de decisão em grupo foi facilitada por curtos períodos de silêncio. Os patrocinadores do boletim político nacional desse grupo incluíam Willis Harman e John Vasconcellos. O erudito James R. Lewis considerou a "política verde" como uma das atividades mais visíveis da Nova Era. Um livro acadêmico afirma que o movimento do Partido Verde dos EUA começou como uma iniciativa de um punhado de ativistas, incluindo Charlene Spretnak, co-autor de uma "interpretação da 'nova era'" do movimento verde alemão (Green Politics de Capra e Spretnak ), e Mark Satin, autor de New Age Politics. Outra publicação acadêmica diz que Spretnak e Satin co-elaboraram em grande parte o documento fundador dos Verdes dos EUA, a declaração "Dez Valores-Chave".

### No século XXI
Embora o termo Nova Era possa ter caído em desuso, o estudioso George Chryssides observa que a Nova Era, seja qual for o nome, "ainda está viva e ativa" no século XXI. No campo da política, o livro Radical Middle (2004) do New Ager Mark Satin alcançou os liberais convencionais. York (2005) identificou "porta-vozes chave da Nova Era", incluindo William Bloom, Satish Kumar e Starhawk, que enfatizavam uma ligação entre espiritualidade e consciência ambiental. Ex- funcionário do Instituto Esalen Stephen Dinan "Sacred America, Sacred World" (2016) provocou uma longa entrevista de Dinan em Psychology Today, que chamou o livro de "manifesto para a evolução de nosso país que é tanto política quanto profundamente espiritual".
Em 2013, a autora de longa data da Nova Era, Marianne Williamson, lançou uma campanha por um assento na Câmara dos Deputados dos Estados Unidos, dizendo ao The New York Times que seu tipo de espiritualidade era o que a política americana precisava. "A América desviou-se de seu centro ético", disse ela. Concorrendo como independente no oeste de Los Angeles, ela terminou em quarto lugar nas eleições primárias abertas de seu distrito com 13% dos votos. No início de 2019, Williamson anunciou sua candidatura à indicação do Partido Democrata para presidente dos Estados Unidos nas eleições presidenciais de 2020 nos Estados Unidos. Um artigo de 5.300 palavras sobre sua campanha presidencial no The Washington Post disse que ela tinha "planos de consertar a América com amor. Amor difícil". Em janeiro de 2020, ela retirou sua candidatura à indicação.

## Recepção

### Mídia popular
Os periódicos mais relevantes (mainstream) tendiam a ser menos do que simpáticos; O sociólogo Paul Ray e a psicóloga Sherry Anderson discutiram em seu livro de 2000 The Cultural Creatives, o que eles chamaram de "desejo de atacar" as ideias da Nova Era da mídia, e ofereceram o exemplo de um ensaio de Lance Morrow de 1996 na revista Time. Quase uma década antes, a Time publicou uma longa reportagem de capa criticando a cultura da Nova Era; a capa apresentava uma foto de uma atriz famosa ao lado da manchete, "Om... A NOVA ERA estrelando Shirley MacLaine, curandeiros, canalizadores, viajantes espaciais e cristais em abundância". A história em si, pelo ex-editor do Saturday Evening Posteditor Otto Friedrich, foi sub-intitulado, "Uma estranha mistura de espiritualidade e superstição está varrendo o país". Em 1988, a revista The New Republic publicou uma crítica de quatro páginas da cultura e política da Nova Era por um jornalista Richard Blow intitulada simplesmente "Convergência Morônica".
Alguns simpatizantes da Nova Era responderam a tais críticas. Por exemplo, os simpatizantes Ray e Anderson disseram que muito disso era uma tentativa de "estereotipar" o movimento para uma mudança idealista e espiritual e reduzir sua popularidade. O teórico da Nova Era "David Spangler" tentou se distanciar do que chamou de "glamour da Nova Era" de cristais, canalizadores (médiuns) de talk-shows e outros fenômenos facilmente comercializados, e procurou enfatizar seu compromisso com a Nova Era como uma visão de verdadeira transformação social.

### Academia
Inicialmente, o interesse acadêmico pela Nova Era era mínimo. Os primeiros estudos acadêmicos do fenômeno da Nova Era foram realizados por especialistas no estudo de novos movimentos religiosos, como Robert Ellwood. Esta pesquisa era muitas vezes escassa porque muitos estudiosos consideravam a Nova Era como uma moda cultural insignificante. Tendo sido influenciado pelo movimento anti-culto dos EUA, grande parte dele também foi amplamente negativo e crítico dos grupos da Nova Era. O "primeiro estudo verdadeiramente acadêmico" do fenômeno foi um volume editado por James R. Lewis e J. Gordon Melton em 1992. A partir desse ponto, o número de estudos acadêmicos publicados aumentou constantemente.
Em 1994, Christoph Bochinger publicou seu estudo sobre a Nova Era na Alemanha, "New Age" und moderne Religion. Seguiu-se o estudo sociológico de Michael York em 1995 e o trabalho focado nos EUA de Richard Kyle em 1995. Em 1996, Paul Heelas publicou um estudo sociológico do movimento na Grã-Bretanha, sendo o primeiro a discutir sua relação com os negócios. Nesse mesmo ano, Wouter Hanegraaff publicou New Age Religion and Western Culture, uma análise histórica dos textos da Nova Era; Hammer mais tarde descreveu-o como tendo "uma reputação bem merecida como o trabalho de referência padrão na Nova Era". A maioria desses estudos iniciais baseou-se em uma análise textual de publicações da Nova Era, em vez de uma análise etnográfica de seus praticantes.
Sutcliffe e Gilhus argumentaram que os "estudos da Nova Era" poderiam ser vistos como tendo experimentado duas ondas; na primeira, os estudiosos se concentraram em "análises em nível macro do conteúdo e dos limites" do "movimento", enquanto a segunda onda apresentou "estudos mais variados e contextualizados de crenças e práticas particulares". Sutcliffe e Gilhus também expressaram preocupação de que, a partir de 2013, os "estudos da Nova Era" ainda não tenham formulado um conjunto de questões de pesquisa que os estudiosos possam buscar. A Nova Era provou ser um desafio para os estudiosos da religião que operam sob modelos mais formativos do que é "religião". Em 2006, Heelas observou que a Nova Era era tão vasta e diversificada que nenhum estudioso do assunto poderia esperar acompanhar tudo isso.

### Perspectivas cristãs
A corrente principal do cristianismo tipicamente rejeitou as ideias da Nova Era; As críticas cristãs muitas vezes enfatizam que a Nova Era coloca o indivíduo humano diante de Deus. A maioria das críticas publicadas da Nova Era foi produzida por cristãos, particularmente aqueles da ala fundamentalista da religião. Nos Estados Unidos, a Nova Era tornou-se uma grande preocupação dos grupos cristãos evangélicos na década de 1980, atitude que influenciou os grupos evangélicos britânicos. Durante essa década, escritores evangélicos como Constance Cumbey, Dave Hunt, Gary North e Douglas Groothuis publicaram livros criticando a Nova Era; um número propagou teorias da conspiração sobre sua origem e propósito. A publicação de maior sucesso foi o romance de 1986 de Frank E. Peretti, This Present Darkness, que vendeu mais de um milhão de cópias; retratava a Nova Era como aliada do feminismo e da educação secular como parte de uma conspiração para derrubar o cristianismo.
As respostas oficiais à Nova Era foram produzidas por grandes organizações cristãs como a Igreja Católica Romana, a Igreja da Inglaterra e a Igreja Metodista. A Igreja Católica Romana publicou Uma reflexão cristã sobre a Nova Era em 2003, após um estudo de seis anos; o documento de 90 páginas critica as práticas da Nova Era, como ioga, meditação, feng shui e cura com cristais. De acordo com o Vaticano, os estados de euforia alcançados através das práticas da Nova Era não devem ser confundidos com a oração ou vistos como sinais da presença de Deus. Cardeal Paul Poupard, então presidente do Pontifício Conselho para a Cultura, disse que a "Nova Era é uma resposta enganosa às mais antigas esperanças do homem". Monsenhor Michael Fitzgerald, então presidente do Pontifício Conselho para o Diálogo Inter-religioso, afirmou na conferência do Vaticano sobre o documento: "A Igreja evita qualquer conceito que se aproxime dos da Nova Era". Há também outros grupos cristãos que adotaram uma visão mais positiva da Nova Era, entre eles os grupos: os "cristoaquarianos" (Christaquarians) e o "Despertar Cristão Para uma Nova Consciência" (Christians Awakening to a New Awareness); todos os quais acreditam que as ideias da Nova Era podem melhorar a fé cristã de uma pessoa.

### Perspectivas pagãs contemporâneas
Há um debate acadêmico sobre a conexão entre a Nova Era e o Paganismo Moderno, às vezes denominado "Neo-paganismo". Os dois fenômenos têm sido frequentemente confundidos e confundidos, particularmente nas críticas cristãs. A estudiosa de estudos religiosos Sarah Pike afirmou que havia uma "sobreposição significativa" entre os dois movimentos religiosos, enquanto Aidan A. Kelly afirmou que o paganismo "se assemelha ao movimento da Nova Era em alguns aspectos, difere muito dele em outros, e o sobrepõe de algumas maneiras menores". Outros estudiosos os identificaram como fenômenos distintos que compartilham sobreposições e semelhanças. Hanegraaff sugeriu que, embora várias formas de paganismo contemporâneo não fizessem parte do movimento da Nova Era – particularmente aquelas que antecederam o movimento – outras religiões e práticas pagãs poderiam ser identificadas como Nova Era. Partridge retratou tanto o paganismo quanto a Nova Era como diferentes correntes de ocultismo (cultura oculta) que se fundem em alguns pontos. Várias diferenças entre os dois movimentos foram destacadas; o movimento da Nova Era se concentra em um futuro melhor, enquanto o foco do paganismo está no passado pré-cristão. Da mesma forma, o movimento da Nova Era normalmente propõe uma mensagem universalista que vê todas as religiões como fundamentalmente iguais, enquanto o paganismo enfatiza a diferença entre religiões monoteístas e aquelas que abraçam uma teologia politeísta ou animista. Enquanto a Nova Era enfatiza uma imagem centrada na luz, o paganismo reconhece tanto a luz quanto a escuridão, a vida e a morte, e reconhece o lado selvagem do mundo natural. Muitos pagãos tentaram se distanciar do movimento da Nova Era, mesmo usando a "Nova Era" como um insulto dentro de sua comunidade, enquanto, inversamente, muitos envolvidos na Nova Era expressaram críticas ao paganismo por enfatizar o mundo material sobre o espiritual. 

### Crítica não-ocidental e indígena
A Nova Era muitas vezes adota ideias e práticas espirituais de outras culturas, particularmente não-ocidentais. Estes podem incluir "magia havaiana Kahuna, trabalho de sonhos aborígenes australianos, ayahuasca ameríndia sul-americana e cerimônia de San Pedro, Ayurveda hindu e ioga, Feng Shui chinês, Qi Gong e Tai Chi".
A Nova Era tem sido acusada de imperialismo cultural, apropriação indevida das cerimônias sagradas e exploração da propriedade intelectual e cultural dos povos indígenas. Líderes espirituais indígenas americanos, como os conselhos de anciãos dos Lakota, Cheyenne, Navajo, Creek, Hopi, Chippewa e Haudenosaunee denunciaram a apropriação indevida da Nova Era de suas cerimônias sagradas e outra propriedade intelectual, afirmando que "[o] valor dessas instruções e cerimônias [quando conduzidas por pessoas não autorizadas] são questionáveis, talvez sem sentido e prejudiciais para o indivíduo que carrega mensagens falsas". Os líderes tradicionais dos povos Lakota, Dakota e Nakota chegaram a um consenso para rejeitar "a expropriação de [seus] modos cerimoniais por não-índios". Eles vêem o movimento da Nova Era como não compreendendo completamente, banalizando deliberadamente ou distorcendo seu modo de vida e declararam guerra a todas essas "pessoas da medicina plástica" que estão se apropriando de seus caminhos espirituais. Líderes indígenas se manifestaram contra indivíduos de dentro de suas próprias comunidades que podem sair para o mundo para se tornar um "xamã do homem branco" e qualquer "que esteja prostituindo nossos caminhos espirituais para seu próprio ganho egoísta, sem levar em consideração o bem espiritual —ser do povo como um todo". O termo "xamã plástico" ou "povo da medicina plástica" tem sido aplicado a pessoas de fora que se identificam como xamãs, pessoas sagradas ou outros líderes espirituais tradicionais, mas que não têm conexão genuína com as tradições ou culturas que afirmam representar.

### Escritores e ativistas políticos
No final do século XX alguns analistas e ativistas sociais e políticos argumentavam que a perspectiva política da Nova Era tinha algo a oferecer à sociedade dominante. Em 1987, alguns cientistas políticos lançaram a "Section on Ecological and Transformational Politics" da American Political Science Association, e um livro acadêmico preparado por três deles afirmou que a "política transformacional “conceito deveria incluir termos como nova era e novo paradigma. Em 1991, estudioso de estudos culturais Andrew Ross sugeriu que as ideias políticas da Nova Era – por mais confusas e ingênuas – poderiam ajudar os progressistas a construir uma alternativa atraente tanto ao individualismo atomístico quanto ao coletivismo abnegado. Em 2005, o pesquisador britânico Stuart Rose pediu aos estudiosos de religiões alternativas que prestassem mais atenção ao interesse da Nova Era em tópicos como "novo pensamento sociopolítico" e "Nova Economia", tópicos discutidos por Rose em seu livro Transforming the World: Bringing the New Age Into Focus, publicado por uma editora acadêmica europeia.
Outros pensadores políticos e ativistas viam a política da Nova Era de forma menos positiva. Na direita política, o autor George Weigel argumentou que a política da Nova Era era apenas uma versão refeita e em tons pastel do esquerdismo. O escritor evangélico conservador Douglas Groothuis, discutido pelos estudiosos Hexham e Kemp, advertiu que a política da Nova Era poderia levar a um governo mundial opressivo. À esquerda, os estudiosos argumentavam que a política da Nova Era era um oxímoro: que o crescimento pessoal tem pouco ou nada a ver com a mudança política. Um cientista político disse que a política da Nova Era não reconhece a realidade do poder econômico e político. Outra acadêmica, Dana L. Cloud, escreveu uma longa crítica à política da Nova Era como ideologia política; ela o culpou por não se opor ao sistema capitalista ou ao individualismo liberal.
Uma crítica à Nova Era frequentemente feita por esquerdistas é que seu foco no individualismo desvia os participantes de se engajarem no ativismo sociopolítico. Essa perspectiva considera a Nova Era como uma manifestação do consumismo que promove o elitismo e a indulgência, permitindo que as pessoas mais ricas afirmem seu status socioeconômico através do consumo de produtos e terapias da Nova Era. Ativistas da Nova Era que se envolvem em ativismo sociopolítico também foram criticados. O jornalista Harvey Wasserman sugeriu que os ativistas da Nova Era eram muito avessos ao conflito social para serem politicamente eficazes. Melton et ai. descobriu que o compromisso dos ativistas da Nova Era com o processo muitas vezes frustrante de tomada de decisão por consenso levou a "reuniões prolongadas e resultados mínimos", e um par de futuristas concluiu que um grupo de ativistas da Nova Era outrora promissor tinha sido visionário e muito vago" para durar.